# Tatiana Kuvshinova
Tatiana Kuvshinova (2 de septiembre de 1967) es una deportista rusa que compitió en judo. Ganó cuatro medallas en el Campeonato Europeo de Judo entre los años 1993 y 1998.

## Palmarés internacional
| Campeonato Europeo | Campeonato Europeo       | Campeonato Europeo | Campeonato Europeo |
| Año                | Lugar                    | Medalla            | Categoría          |
| ------------------ | ------------------------ | ------------------ | ------------------ |
| 1993               | Atenas (Grecia)          | Medalla de plata   | –48 kg             |
| 1994               | Gdańsk (Polonia)         | Medalla de bronce  | –48 kg             |
| 1995               | Birmingham (Reino Unido) | Medalla de bronce  | –48 kg             |
| 1998               | Oviedo (España)          | Medalla de plata   | –48 kg             |